# Куџо
Куџо је психолошки хорор роман о псу зараженом беснилом, који је 1981. године написао амерички писац Стивен Кинг. Он је 1982. године за овај роман добио награду Британског друштва за фантастику, а роман је 1983. године преточен у филм.

## Позадина приче
Куџово име потиче од псеудонима Вилија Вулфа, једног од људи одговорних за организовање киднаповања Пати Херст и за њену индоктринацију у Симбиотичку ослободилачку армију. Стивен Кинг пише о Куџоу у делу О писању, где за овај роман каже да се „једва сећа да га је уопште написао“. Књига је написана у време када је Кинг био зависан од кокаина. Кинг даље говори како му се књига допада и да му је криво што се не сећа уживања у добрим деловима док их је записивао на папир.

## Радња
Радња се дешава у окружењу у које су смештена многа друга Кингова дела: измишљеном граду Кесл Рок у Мејну. Прича се врти око две локалне породице, а наратив је прошаран вињетама из наизглед обичних живота разних других становника. Поглавља немају наслове, већ белине између одељака назначују када се приповедање пребацује на другу тачку гледишта.
Породица Трентон, која припада средњој класи, недавно се преселила у Кесл Рок из Њујорка, са собом повевши четворогодишњег сина Теда. Отац породице, Вик, открива да је његова жена Дона недавно окончала љубавну аферу. Усред ове напетости у кући, Викова агенција за оглашавање пропада, а он је приморан да путује ван града и да остави Теда и Дону код куће. Породица Кемберс, која припада радничкој класи, већ дуго година живи у овом граду: Џо је механичар који контролише и злоставља своју жену Черити и њиховог десетогодишњег сина Брета. Черити осваја награду од 5000 долара на лотоу и користи приход како би наговорила Џоа да јој дозволи да одведе Брета на пут, у посету Черитиној сестри Холи у Конектикату. Џо прихвата и тајно планира да искористи време како би отишао у Бостон на мали излет.
Куџо, велики, доброћудни пас бернардинац породице Кемберс, јури дивљег зеца у пољима око њихове куће и увлачи главу у улаз мале кречњачке пећине, у којој га слепи миш заражен беснилом уједа за нос и инфицира тим вирусом. Док Черити и Брет напуштају град, Куџо убија њиховог суседа алкохоличара, Гарија Первијеа. Када Џо оде до Гарија да би попричао са њим о путовању у Бостон, Куџо убија и њега.
Дона, сама код куће са Тедом, вози њихов Форд Пинто, који не ради добро, код Кемберсових на поправку. У дворишту Кемберсових ауто се поквари и док Дона покушава да нађе Џоа, појављује се Куџо и напада је. Она бежи назад у ауто када Куџо започне напад. Дона и Тед су заробљени у возилу, у коме постаје све топлије због сунца. Током једног покушаја бекства, Куџо уједа Дону за стомак и ногу али она успева да преживи и побегне натраг у ауто. Планира да отрчи до куће Кемберсових, али одустаје од те идеје због страха да ће врата бити закључана и да је затим Куџо убити, чиме ће њен син остати сам.
Вик се враћа у Кесл Рок после неколико неуспелих покушаја да контактира Дону и сазнаје од полиције да је Стив Кемп, човек са којим је Дона имала љубавну аферу, осумњичен за пљачку његове куће и могућу отмицу Доне и Теда. Како би истражила све трагове, државна полиција шаље шерифа Кесл Рока, Џорџа Банермана, до куће Кемберсових, али га Куџо напада и убија. Дона се, након што је била сведок напада и схватила да је Тед у опасности да умре од дехидратације, бори са Куџом и убија га. Вик стиже на место збивања, а убрзо потом стижу и власти, али је Тед већ умро од дехидратације и топлотног удара. Дону воде хитно у болницу, а Куџову главу узимају ради биопсије, како би се проверило да ли је имао беснило пре него што се кремира.
Роман се завршава неколико месеци касније тако што обе породице, и Трентонови и Кемберсови, покушавају да наставе са својим животима: Дона је завршила лечење од беснила, њен брак са Виком је опстао, а Черити поклања Брету ново вакцинисано штене по имену Вили. Постскриптум на крају књиге подсећа читаоца да је Куџо био добар пас који се увек трудио да учини своје власнике срећним, али га је беснило натерало на насиље.